# Одесько-Кишинівська залізниця
Одесько-Кишинівська залізниця — одна з залізниць України, яка існувала в УРСР. 
Залізниця утворена на виконання Постанови Ради Міністрів СРСР № 1263 від 14 травня 1953 року та наказу МШС № 80Ц від 15 травня 1953 року шляхом об'єднання Кишинівської та Одеської залізниць. Станом на 1973 рік залізниця сполучала лінії та дільниці залізниць на південному заході СРСР завдовжки 5039 км. Управління залізниці знаходилось в Одесі. Залізниця мала 6 відділень: Одеське, Знам'янське, Херсонське, Шевченківське, Гайворонське (вузької колії) та Молдавське.
Регіон обслуговування залізниці: Молдавська РСР повністю, Одеська,  Кіровоградська, Миколаївська, Кіровоградська, Херсонська, Черкаська області, а також частково Дніпропетровська, Полтавська, Вінницька, Київська області Української РСР.
Одесько-Кишинівська залізниця межувала на півночі з Львівською залізницею (станція стикування Окниця), з Південно-Західною залізницею (по станціях Могилів-Подільський, Вапнярка, Зятківці, Андрусове, Миронівка, Гребінка), з Південною залізницею (по станціях Бурти і Гребінка), на сході з Придніпровською залізницею (по станціях П'ятихатки, Долинська, Високопілля, Нововесела і Вадим). Із заходу дорога межувала з залізницями Румунії по станціях Унгени та Рені.
Відповідно до Постанови Ради Міністрів СРСР № 567 від 15 червня 1979 року і наказом МШС № 33Ц від 31 липня 1979 року з Одесько-Кишинівської залізниці виділена Молдовська залізниця.

## Сучасність
У липні 2019 року «Укрзалізниця» та «Молдовська залізниця» передбачалося запустити контейнерний поїзд між Україною та Молдовою за маршрутом Одеса-Порт — Кучурган / Новосавицька — Кишинів та зворотно.